# Nazha El Yazidi
Pour les articles homonymes, voir Yazidi.
Nazha El Yazidi (en arabe : نزهة اليزيدي) est une femme parlementaire marocaine, élue au cours de la législature 2016-2021.
Nazha est élue du Parti de la Justice et du Développement, sur la liste nationale consacrée aux femmes. Elle fait partie du groupe Justice et Développement.
Nazha est membre de la commission parlementaire des affaires étrangères, de la défense nationale, des affaires islamiques et des Marocains résidents à l'étranger.